# Parvicingulidae
Famille
Les Parvicingulidae sont une famille fossile de radiolaires marins de l'ordre des Nassellaria.

## Liste des genres et sous-familles
Selon la Paleobiology Database (21 mars 2021) :
- Caneta
- Darvelus
- Dictyomitrella
- Elodium
- Excingula
- Mirifusus
- Nitrader
- Parvicingula
- Praeparvicingula
- Pseudoristola
- Ristola
- Tethysetta
- sous-famille des Parvicingulinae
  - Eoxitus
- sous-famille des Wrangelliinae
  - Proparvicingula
  - Pseudocrolanium
  - Svinitzium
  - Wrangellium